# Sruby (Všeruby)
Sruby (německy Heuhof) je zaniklá vesnice na území obce Všeruby, v k. ú. Sruby na Šumavě v okrese Domažlice v Plzeňském kraji. Vesnice ležela 1,5 kilometru jižně od Pomezí, asi 400 metrů od česko-bavorské státní hranice v údolí řeky Kouby.
Sruby na Šumavě je také název katastrálního území o rozloze 4,81  km².

## Historie
Podle německých historiků je vesnice zmiňována mezi lokalitami, které založili v období své vlády v letech 1086–1242 páni z Bogenu. V letech 14. až 15. století se zprávy o vesnici ztrácejí, možná při některých hraničních válkách zanikla. Vesnice bývala někdy v Bavorsku, jindy v Čechách.
Po roce 1707 připadla vesnice k Čechám. Do kostela chodili obyvatelé do bavorského Neukirchen beim Heiligen Blut. Po druhé světové válce postihl vesnici odsun německého obyvatelstva, po válce již nedošlo k dosídlení a vesnice se octla po roce 1950 v zakázaném pásmu a tím bylo o další existenci obce rozhodnuto. Do vesnice byla dislokována 20. rota Sruby, 4. pohraničního útvaru brigády Poběžovice, praporu Kout na Šumavě.

## Obyvatelstvo
Při sčítání lidu v roce 1921 zde žilo 164 obyvatel, z toho 160 obyvatel německé národnosti, jeden Čechoslovák a tři cizozemci. Všichni obyvatelé se hlásili k římskokatolické církvi.
| Rok            | 1869 | 1880 | 1890 | 1900 | 1910 | 1921 | 1930 | 1950 | 1961 | 1970 | 1980 | 1991 | 2001 | 2011 |
| -------------- | ---- | ---- | ---- | ---- | ---- | ---- | ---- | ---- | ---- | ---- | ---- | ---- | ---- | ---- |
| Počet obyvatel | 129  | 151  | 151  | 137  | 152  | 164  | 156  | 24   | –    | –    | –    | –    | –    | 1    |
| Počet domů     | 16   | 17   | 17   | 19   | 19   | 20   | 21   | 15   | –    | –    | –    | –    | –    | –    |